# バリサル
バリサル (ベンガル語: বরিশাল, bôriśal, ボリシャル; 英語: Barishal, Barisal) は、バングラデシュ南部、ベンガル湾の北岸にある港町。首都のダッカから142キロメートルの距離にある。バリサル管区およびバリサル県の中心。同国の稲作の一大拠点でもある。